# Heptathela yakushimaensis
Heptathela yakushimaensis är en spindelart som beskrevs av Ono 1998. Heptathela yakushimaensis ingår i släktet Heptathela och familjen ledspindlar. Inga underarter finns listade i Catalogue of Life.